# Semi-marathon de Paris
Le semi-marathon de Paris ou Hoka Semi de Paris (à partir de l'édition 2026) est une épreuve de course à pied annuelle d'une distance de 21,0975 kilomètres se déroulant généralement début mars dans les rues de Paris. Son organisation est assurée par le Paris Athlétisme Compétition - Club Marathon (Amaury Sport Organisation).

## Parcours
Le parcours est constitué d'une unique boucle de 21,097 kilomètres dans l'est parisien. Le départ a lieu boulevard Saint-Germain et l'arrivée sur la Place de la Bastille.
En 2024 le départ a été déplacé Boulevard Saint-Germain, à la suite d'un accident fluvial affectant le Pont de Sully.
Le semi-marathon de Paris est la plus grande course pédestre de Paris après le marathon de Paris. D'ailleurs, le semi-marathon précède le marathon de quelques semaines, constituant pour beaucoup une bonne préparation avant de se lancer dans l'épreuve mythique. En 2024 l’Harmonie Mutuelle Semi de Paris devient le plus grand Semi-marathon du monde avec 47856 coureurs à l’arrivée.

## Records
Le record de l'épreuve chez les hommes est détenu depuis 2023 par Roncer Kipkorir (Kenya) en 59 min 38 s. Chez les femmes, le record est détenu depuis 2023 par Sheila Chepkurui (Kenya) en 1 h 6 min 1 s.

## Palmarès
Légende :
| Année | Vainqueur Hommes                            | Nationalité                                 | Temps                                       | Vainqueur Femmes                            | Nationalité                                 | Temps                                       |
| ----- | ------------------------------------------- | ------------------------------------------- | ------------------------------------------- | ------------------------------------------- | ------------------------------------------- | ------------------------------------------- |
| 2025  | Kennedy Kimutai                             | Kenya                                       | 1 h 00 min 16 s                             | Jackline Cherono                            | Kenya                                       | 1 h 07 min 16 s                             |
| 2024  | Bernard Koech                               | Kenya                                       | 1 h 00 min 45 s                             | Joan Chelimo Melly                          | Roumanie                                    | 1 h 07 min 16 s                             |
| 2023  | Roncer Kipkorir                             | Kenya                                       | 0 h 59 min 38 s                             | Sheila Chepkurui                            | Kenya                                       | 1 h 06 min 01 s                             |
| 2022  | Boniface Kibiwott                           | Kenya                                       | 1 h 00 min 52 s                             | Nigsti Haftu                                | Éthiopie                                    | 1 h 07 min 37 s                             |
| 2021  | Moses Kibet                                 | Ouganda                                     | 0 h 59 min 42 s                             | Betty Lempus                                | Kenya                                       | 1 h 05 min 46 s                             |
| 2020  | Annulé en raison de la pandémie de Covid-19 | Annulé en raison de la pandémie de Covid-19 | Annulé en raison de la pandémie de Covid-19 | Annulé en raison de la pandémie de Covid-19 | Annulé en raison de la pandémie de Covid-19 | Annulé en raison de la pandémie de Covid-19 |
| 2019  | Hizkel Tewelde                              | Érythrée                                    | 1 h 04 min 20 s                             | Nancy Kiprop                                | Kenya                                       | 1 h 09 min 12 s                             |
| 2018  | Evans Cheruiyot                             | Kenya                                       | 1 h 01 min 24 s                             | Antonina Kwambai                            | Kenya                                       | 1 h 08 min 07 s                             |
| 2017  | Morris Gachaga                              | Kenya                                       | 1 h 00 min 38 s                             | Ruth Chepngetich                            | Kenya                                       | 1 h 08 min 07 s                             |
| 2016  | Cyprian Kotut Kimurgor                      | Kenya                                       | 1 h 01 min 00 s                             | Dibaba Kuma                                 | Éthiopie                                    | 1 h 09 min 18 s                             |
| 2015  | Vincent Kipsegechi Yator                    | Kenya                                       | 1 h 00 min 12 s                             | Yebrgual Melese                             | Éthiopie                                    | 1 h 09 min 50 s                             |
| 2014  | Mulle Wasihun                               | Éthiopie                                    | 1 h 00 min 08 s                             | Yebrgual Melese                             | Éthiopie                                    | 1 h 09 min 23 s                             |
| 2013  | Abebe Negowo                                | Éthiopie                                    | 1 h 01 min 33 s                             | Gladys Kipsoi Cherchi                       | Kenya                                       | 1 h 08 min 58 s                             |
| 2012  | Stanley Biwott                              | Kenya                                       | 0 h 59 min 44 s                             | Pauline Njeri Kahenya                       | Kenya                                       | 1 h 07 min 55 s                             |
| 2011  | Stephen Kibet                               | Kenya                                       | 1 h 01 min 36 s                             | Peninah Arusei                              | Kenya                                       | 1 h 08 min 30 s                             |
| 2010  | Wilson Kiprop                               | Kenya                                       | 1 h 01 min 26 s                             | Atsede Baysa                                | Éthiopie                                    | 1 h 11 min 05 s                             |
| 2009  | Bazu Worku                                  | Éthiopie                                    | 1 h 01 min 56 s                             | Jeļena Prokopčuka                           | Lettonie                                    | 1 h 10 min 43 s                             |
| 2008  | Stephen Kibiwott                            | Kenya                                       | 1 h 01 min 04 s                             | Lenah Cheruiyot                             | Kenya                                       | 1 h 09 min 45 s                             |
| 2007  | Joseph Maregu                               | Kenya                                       | 1 h 00 min 22 s                             | Caroline Kwambai                            | Kenya                                       | 1 h 10 min 26 s                             |
| 2006  | Deriba Merga                                | Éthiopie                                    | 1 h 00 min 45 s                             | Rita Jeptoo                                 | Kenya                                       | 1 h 09 min 56 s                             |
| 2005  | Dennis Ndiso                                | Kenya                                       | 1 h 02 min 34 s                             | Lenah Cheruiyot                             | Kenya                                       | 1 h 11 min 56 s                             |
| 2004  | Fred Mogaka                                 | Kenya                                       | 1 h 01 min 14 s                             | Ruth Kutol                                  | Kenya                                       | 1 h 11 min 13 s                             |
| 2003  | Michael Kosgei Rotich                       | Kenya                                       | 1 h 01 min 30 s                             | Jeļena Prokopčuka                           | Lettonie                                    | 1 h 09 min 42 s                             |
| 2002  | Wilson Onsare                               | Kenya                                       | 1 h 01 min 33 s                             | Jeļena Prokopčuka                           | Lettonie                                    | 1 h 11 min 08 s                             |
| 2001  | Elijah Nyabuti                              | Kenya                                       | 1 h 02 min 36 s                             | Florence Barsosio                           | Kenya                                       | 1 h 11 min 22 s                             |
| 2000  | Zebedayo Bayo                               | Tanzanie                                    | 1 h 00 min 50 s                             | Anne Njeri                                  | Kenya                                       | 1 h 10 min 40 s                             |
| 1999  | Phaustin Baha Sulle                         | Tanzanie                                    | 1 h 01 min 37 s                             | Catherina McKiernan                         | Irlande                                     | 1 h 11 min 48 s                             |
| 1998  | John Kipsang                                | Kenya                                       | 1 h 01 min 21 s                             | Tegla Loroupe                               | Kenya                                       | 1 h 10 min 59 s                             |
| 1997  | Paul Korir                                  | Kenya                                       | 1 h 02 min 12 s                             | Alina Gherasim                              | Roumanie                                    | 1 h 09 min 37 s                             |
| 1996  | Andrew Masai                                | Kenya                                       | 1 h 01 min 16 s                             | Nadia Prasad                                | France                                      | 1 h 09 min 15 s                             |
| 1995  | Clement Kiprotich                           | Kenya                                       | 1 h 03 min 22 s                             | Adriana Barbu                               | Roumanie                                    | 1 h 11 min 51 s                             |
| 1994  | Said Ermilli                                | Maroc                                       | 1 h 01 min 58 s                             | Tegla Loroupe                               | Kenya                                       | 1 h 10 min 47 s                             |
| 1993  | Robert Stefko                               | Slovaquie                                   | 1 h 02 min 42 s                             | Maria Rebelo                                | France                                      | 1 h 13 min 02 s                             |

## Éditions

### 2009
En 2009, on comptait 22 000 coureurs au départ sur les 27 000 inscrits.

### 2010
Le semi-marathon de Paris 2010 a été la 18e édition de cette épreuve. 22 030 personnes ont terminé la course sur les 22 653 participants (623 abandons).

### 2011
La 19e édition du semi-marathon de Paris a été réalisée par plus de 23 900 coureurs dont 23 674 ont terminé la course.

### 2012
La 20e édition du semi-marathon de Paris s'est déroulé le 4 mars 2012. 24 990 coureurs ont terminé la course pour 25 218 partants. Le record de l'épreuve a été battu aussi bien chez les hommes que chez les femmes.
Chez les hommes :
- Stanley Biwott (Kenya) en 59 min 44 s (détrônant Joseph Maregu pour le record)
- Bernard Koech en 1 h 0 min 6 s
- Reuben Limaa en 1 h 0 min 57 s

Chez les femmes, les trois premières finissent sous le chrono établi par Nadia Prasad en 1996 : 
- Pauline Njeri (Kenya) en 1 h 7 min 55 s
- Peninah Arusei (Kenya) en 1 h 8 min 12 s
- Sarah Jepchirchir (Kenya) en 1 h 8 min 34 s

### 2013
La 21e édition du semi-marathon de Paris s'est déroulé le 3 mars 2013. 30 700 coureurs étaient au départ de la course.

### 2014
La 22e édition du semi-marathon de Paris s'est tenue le 2 mars 2014. Pour 40 000 inscrits, il y a eu 33 200 concurrents au départ de l'épreuve, c'est le plus grand nombre de participants de l'histoire du semi-marathon de Paris. À l'issue de l'épreuve, 32 912 compétiteurs ont franchi la ligne d'arrivée.

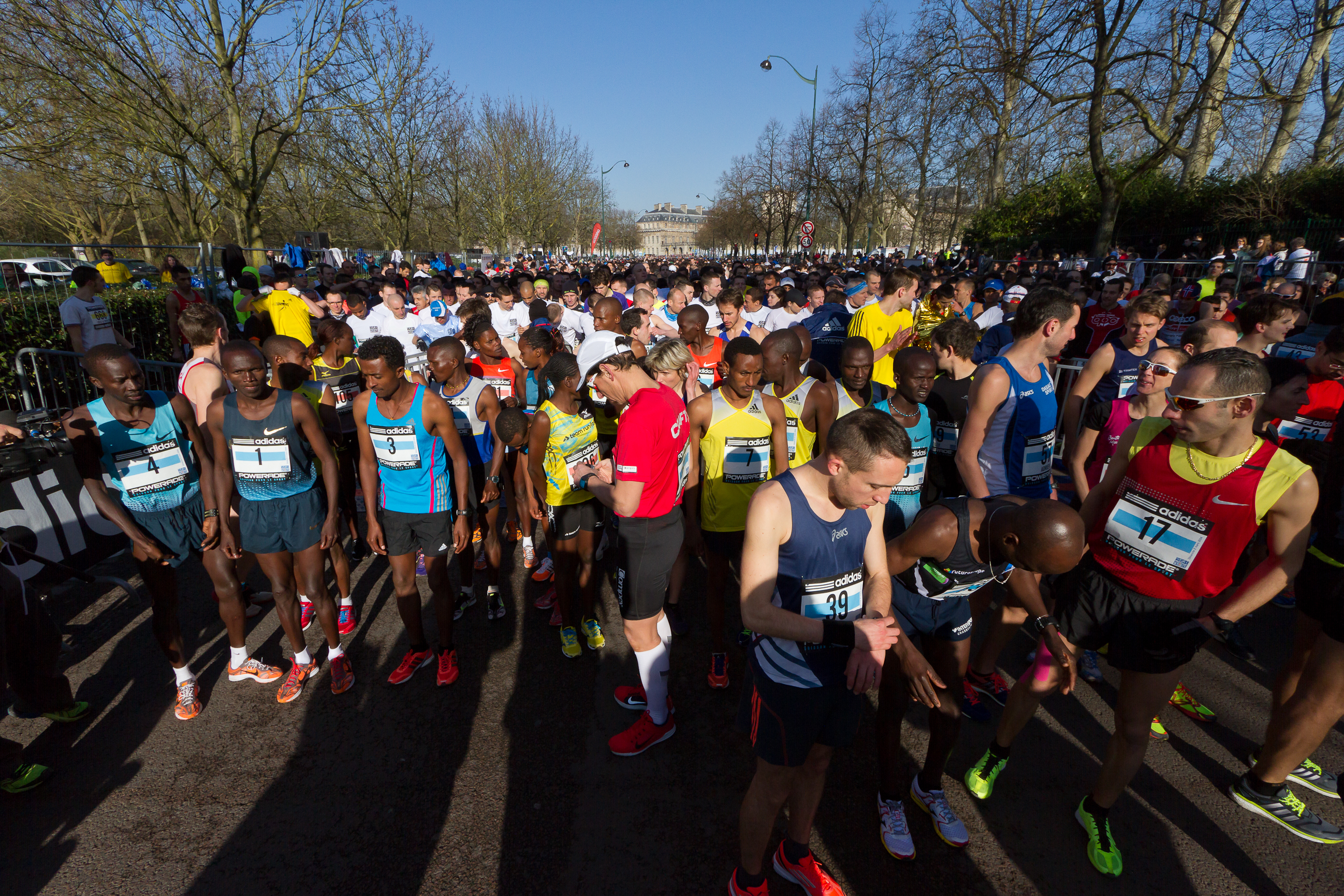
Zone de départ
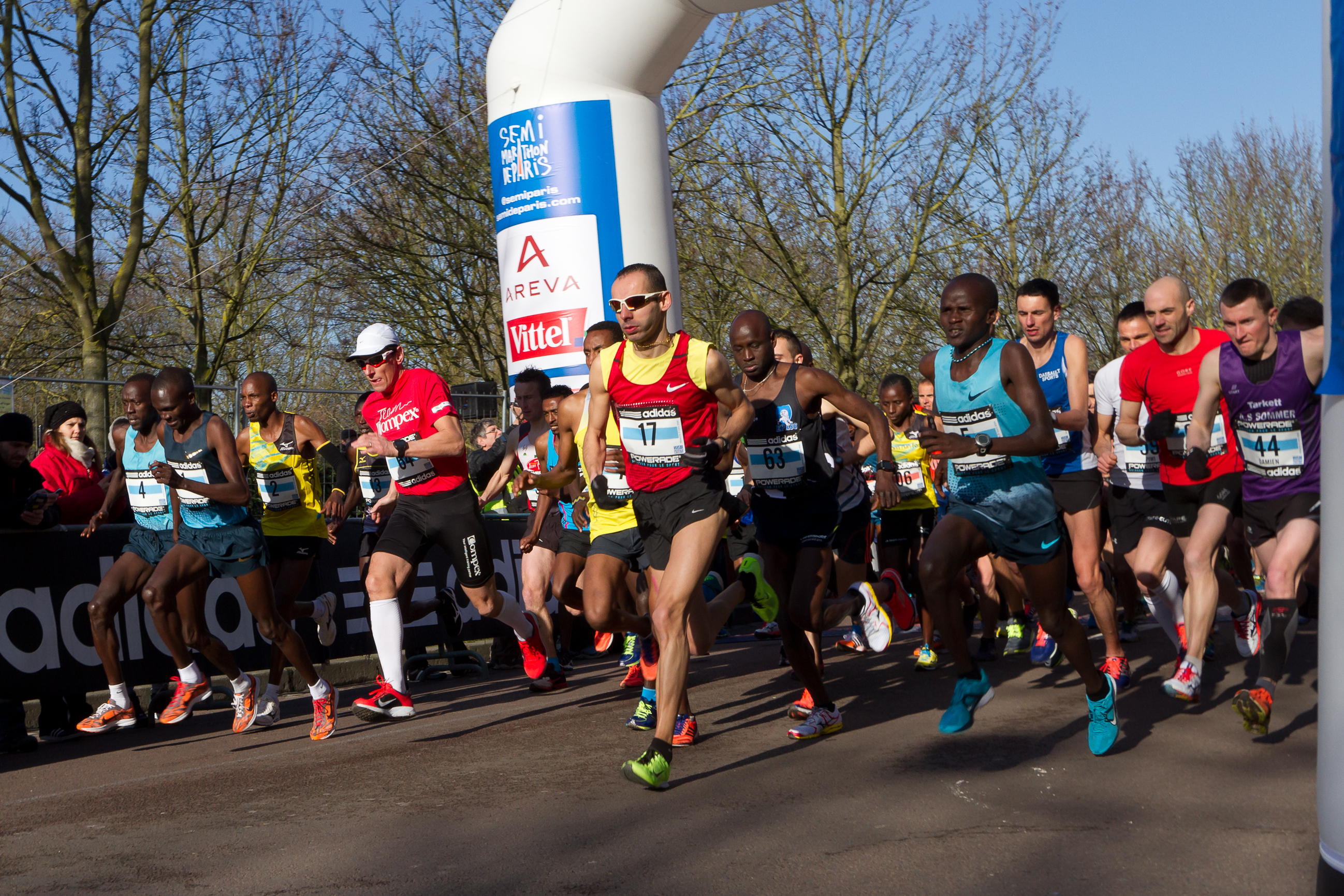
Départ
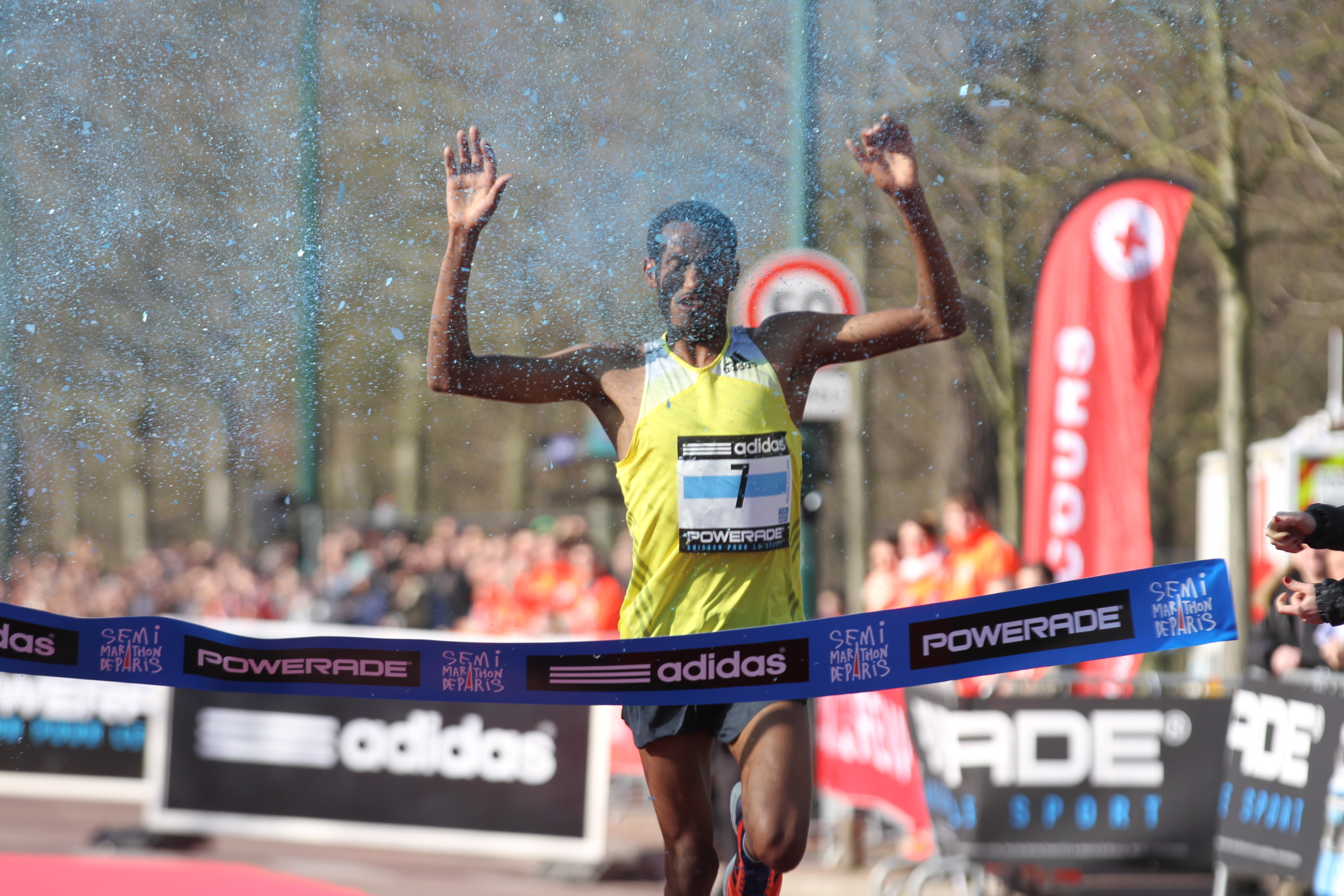
Mule Wasihun, vainqueur, franchissant la ligne d'arrivée
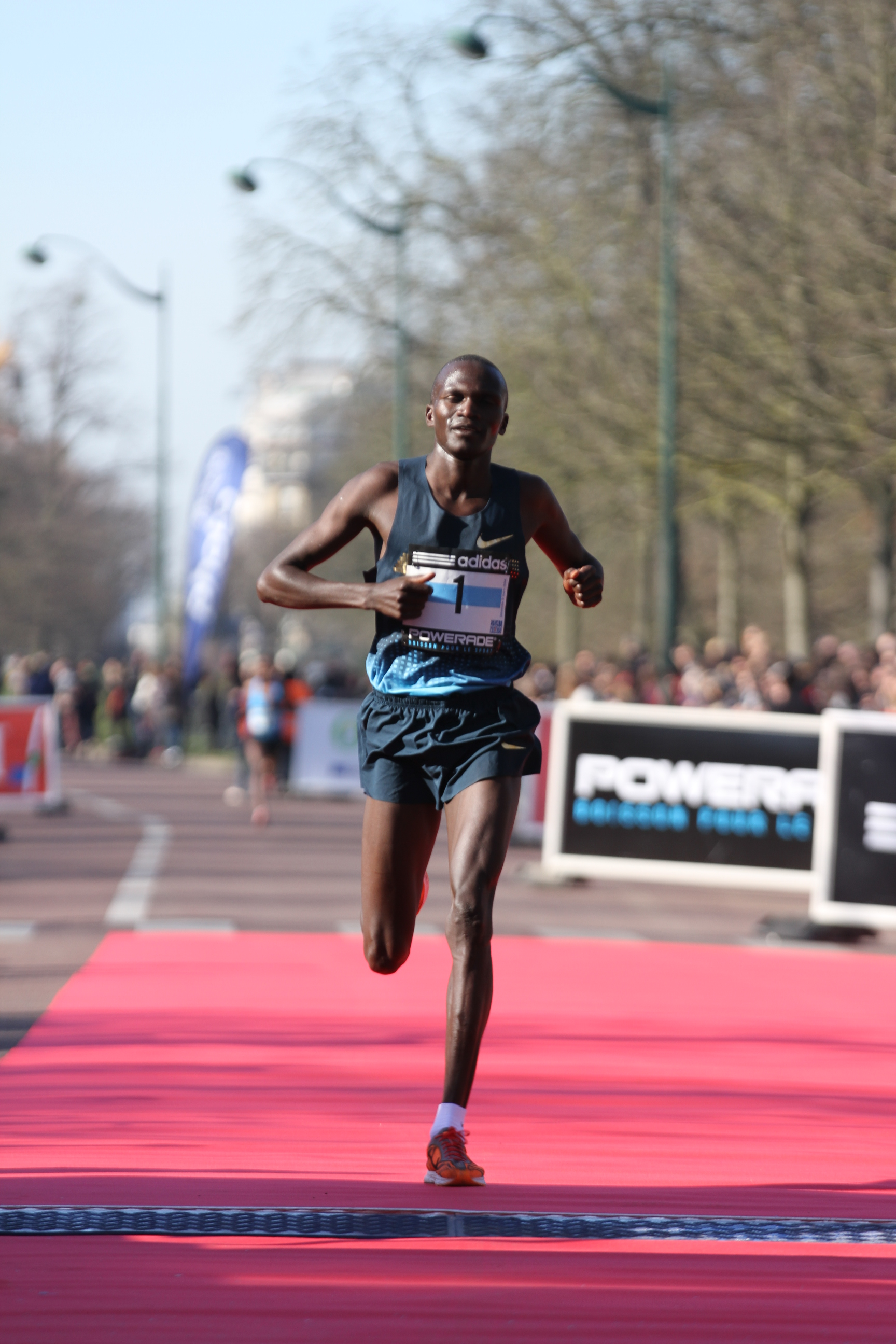
Stephen Kiprotich, champion olympique du marathon, finissant à la 11e place.
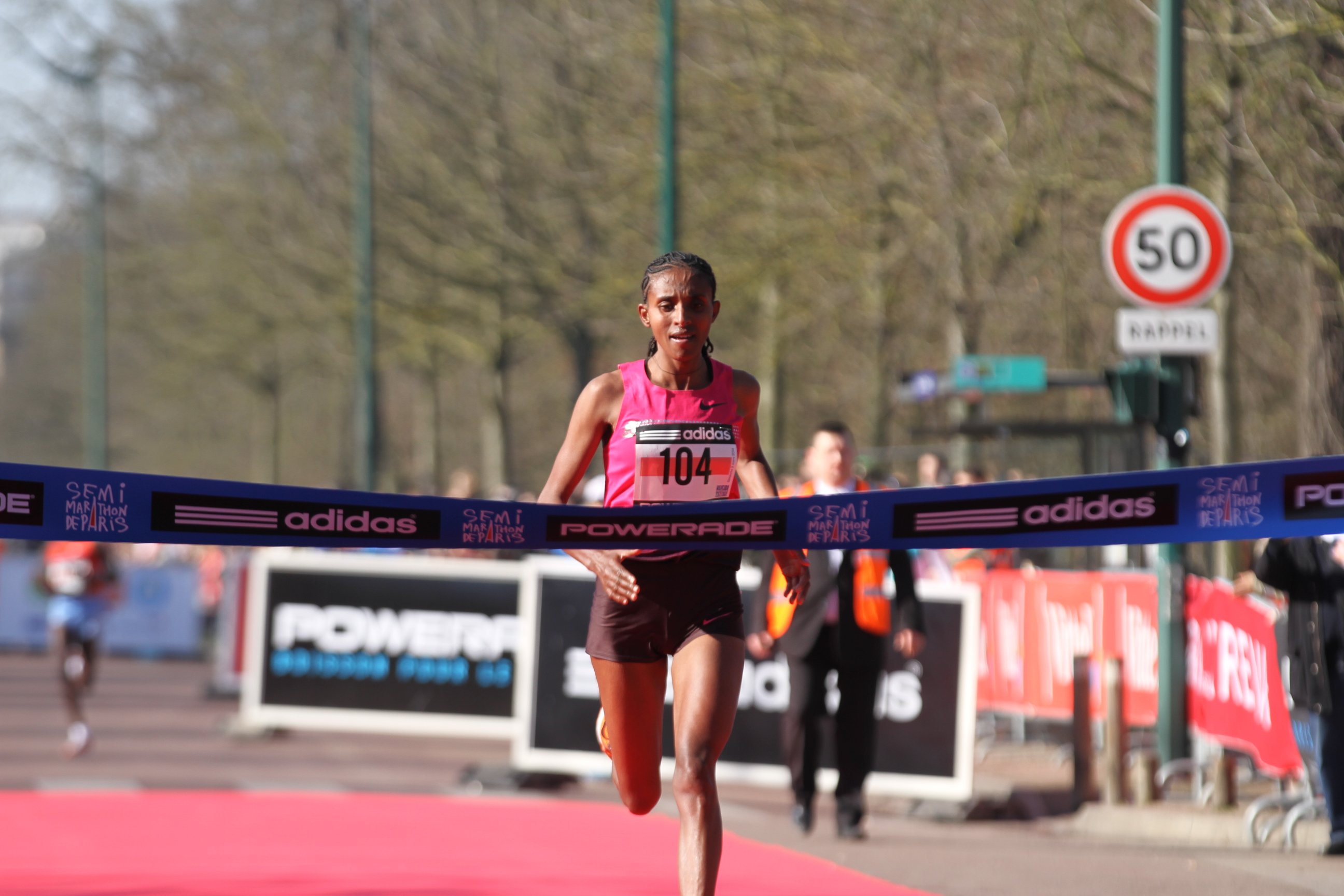
Yebrgual Melese
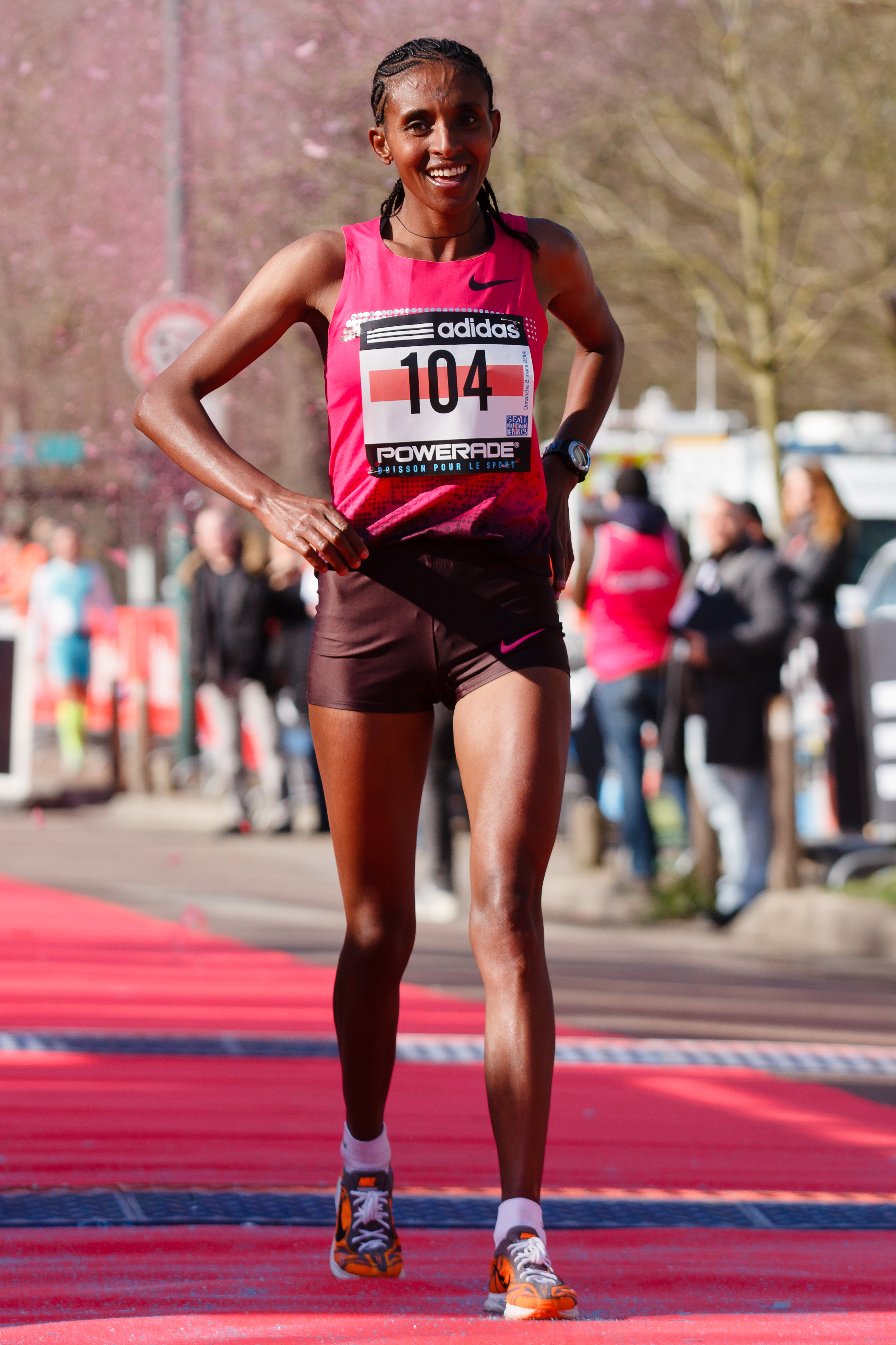
Yebrugal Melese
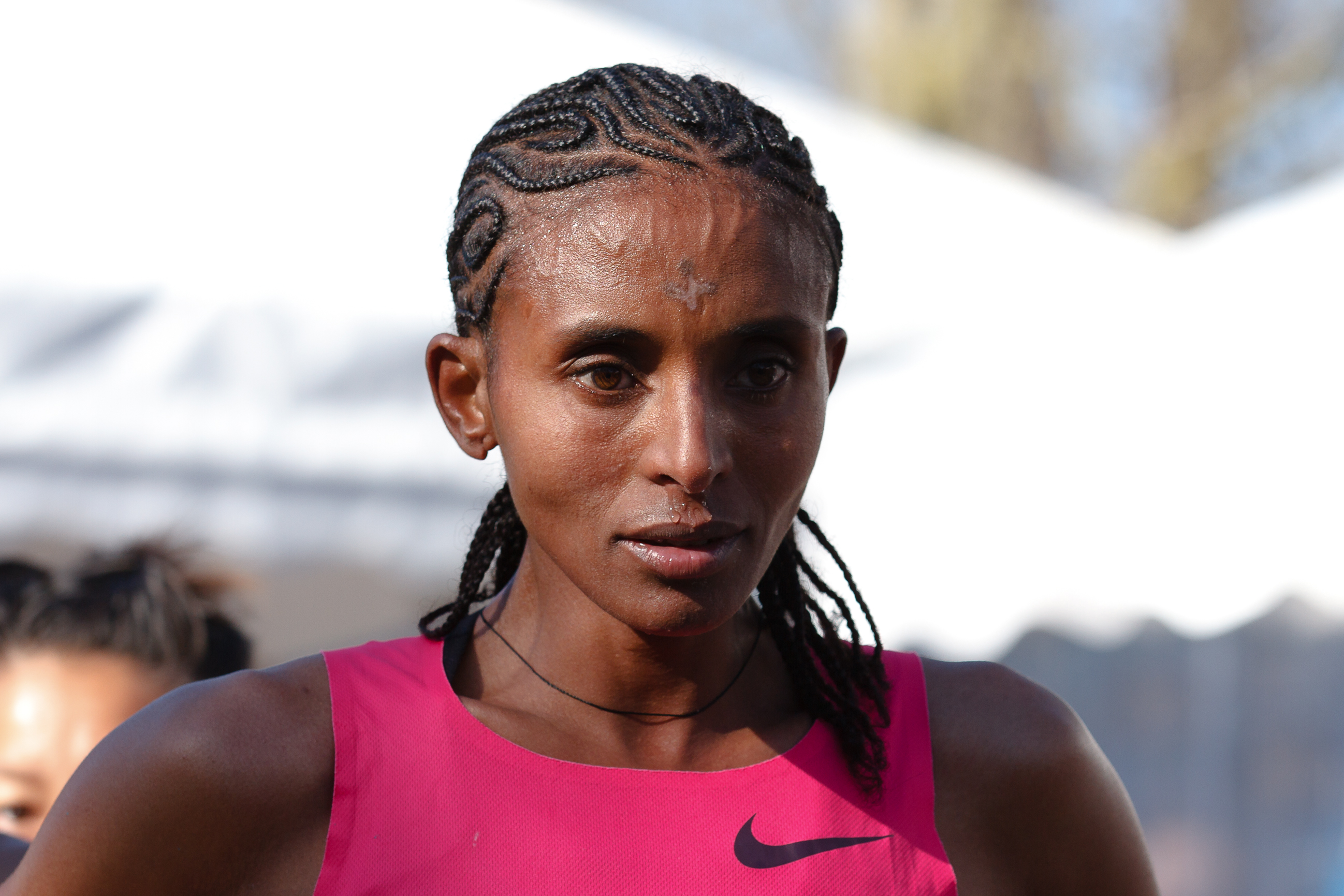
Yebrugal Melese, vainqueure, dans la zone d'arrivée
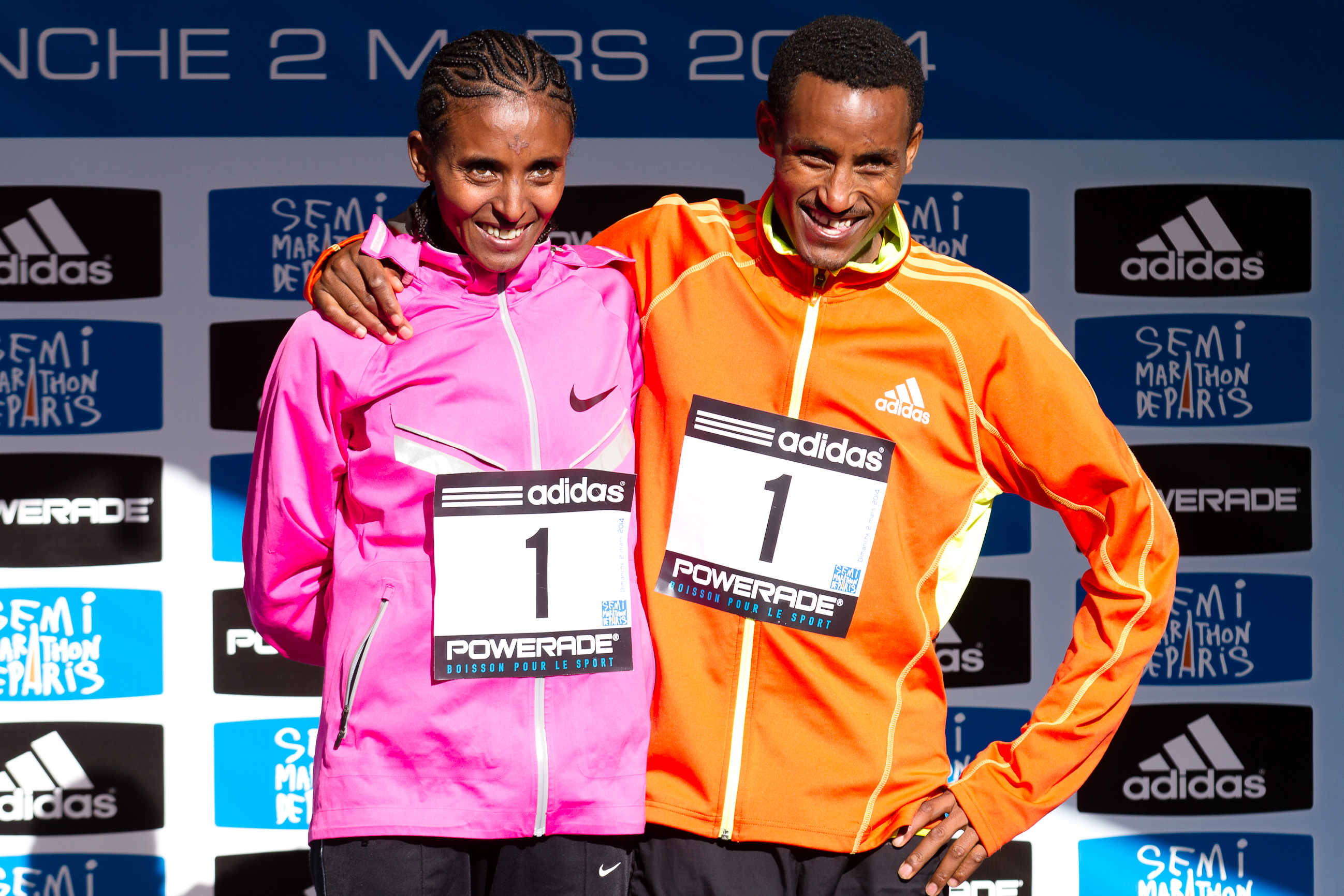
Les deux vainqueurs sur le podium

### 2015
La 23e édition du semi-marathon de Paris s'est tenue le 8 mars 2015, avec 35 314 coureurs au départ pour 43 500 inscrits. Pour cette édition, le sens du parcours a été inversé.

### 2016
La 24e édition du semi-marathon de Paris s'est déroulée le dimanche 6 mars 2016, avec un nouveau record de participation de 37 480 coureurs au départ. Elle a été remportée pour les hommes par le kenyan Cyprian Kotut en 1 h 01 min 04 s et pour les femmes par l'éthiopienne Dibabe Kuma en 1 h 09 min 22 s.
Cette édition a été également marquée par la plus grosse mobilisation autour d'une cause de l'histoire du semi-marathon. L'association SOS Chrétiens d'Orient est parvenue à récolter 150 000 € pour venir en aide aux chrétiens persécutés en Irak, grâce à la mobilisation record de 1 000 coureurs, 600 bénévoles et une centaine d'entreprises dont Direct Énergie, Michel et Augustin ou Medef-Paris.

### 2017
Le semi de Paris a eu lieu le dimanche 5 mars 2017 sous une météo exécrable (pluie et vent). Il avait 48 000 inscrits. Il a été emporté, pour les hommes, par le Kényan Morris Gachaga en 1 h 00 min 38 s, inscrit en catégorie "espoirs" (20 à 22 ans), devant ses compatriotes Paul Lonyangata, en 1 h 00 min 39 s et Alex Korio en 1 h 00 min 41 s, et pour les femmes, par sa compatriote Ruth Chepngetich, en 1 h 08 min 08 s, devant leurs compatriotes, Pioline Wanjiku (1 h 10 min 51 s) et Edith Chelimo (1 h 10 min 58 s).

### 2019

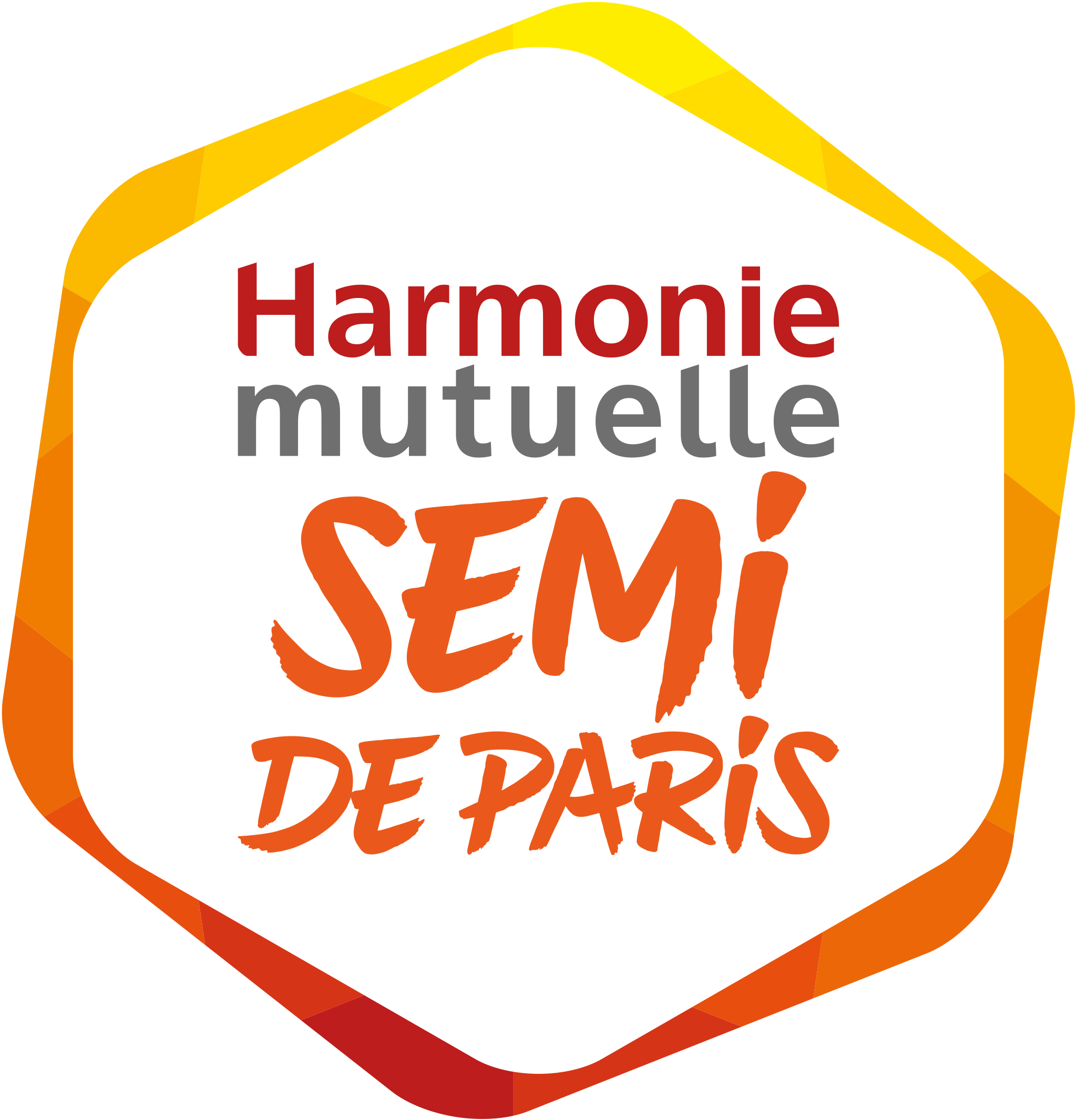
Logo du Harmonie Mutuelle Semi de Paris, utilisé de 2019 à 2025.

### 2020
Le semi-marathon de Paris a finalement été annulé en 2020. Il devait d'abord se dérouler le dimanche 1er mars. La veille, samedi 29 février, le gouvernement a pris la décision d'annuler cette édition en raison du contexte d'épidémie de coronavirus sévissant dans le pays.
Le 5 mars, Amaury Sport Organisation avait annoncé un report au 6 septembre. Mais les restrictions liées à la pandémie ayant à nouveau été prolongées, l'annulation a été annoncée le 12 août 2020.

### 2021
Le semi-marathon est programmé au 5 septembre 2021. Le début des inscriptions officielles est prévu en mars.
Plusieurs grands marathons sont également organisés sur la même période du calendrier : Berlin (26/09), Londres (03/10), Chicago (10/10), Paris (17/10), Rotterdam (24/10) et New York (07/11).

### 2023
Le semi de Paris a lieu le dimanche 5 mars 2023. Il rassemble plus de 45 000 coureurs.

### 2024
Modification du parcours suite à un accident fluviale affectant le Pont de Sully. Le départ se fera dorénavant Boulevard Saint-Germain. La course a lieu le dimanche 3 mars 2024 avec 47 856 arrivants.

### 2025
Le semi de Paris a lieu le dimanche 9 mars 2025 avec 47 542 arrivants.